# Tafalisca brasiliana
Tafalisca brasiliana är en insektsart som först beskrevs av Henri Saussure 1878.  Tafalisca brasiliana ingår i släktet Tafalisca och familjen syrsor. Inga underarter finns listade i Catalogue of Life.